# Pax Mongolica

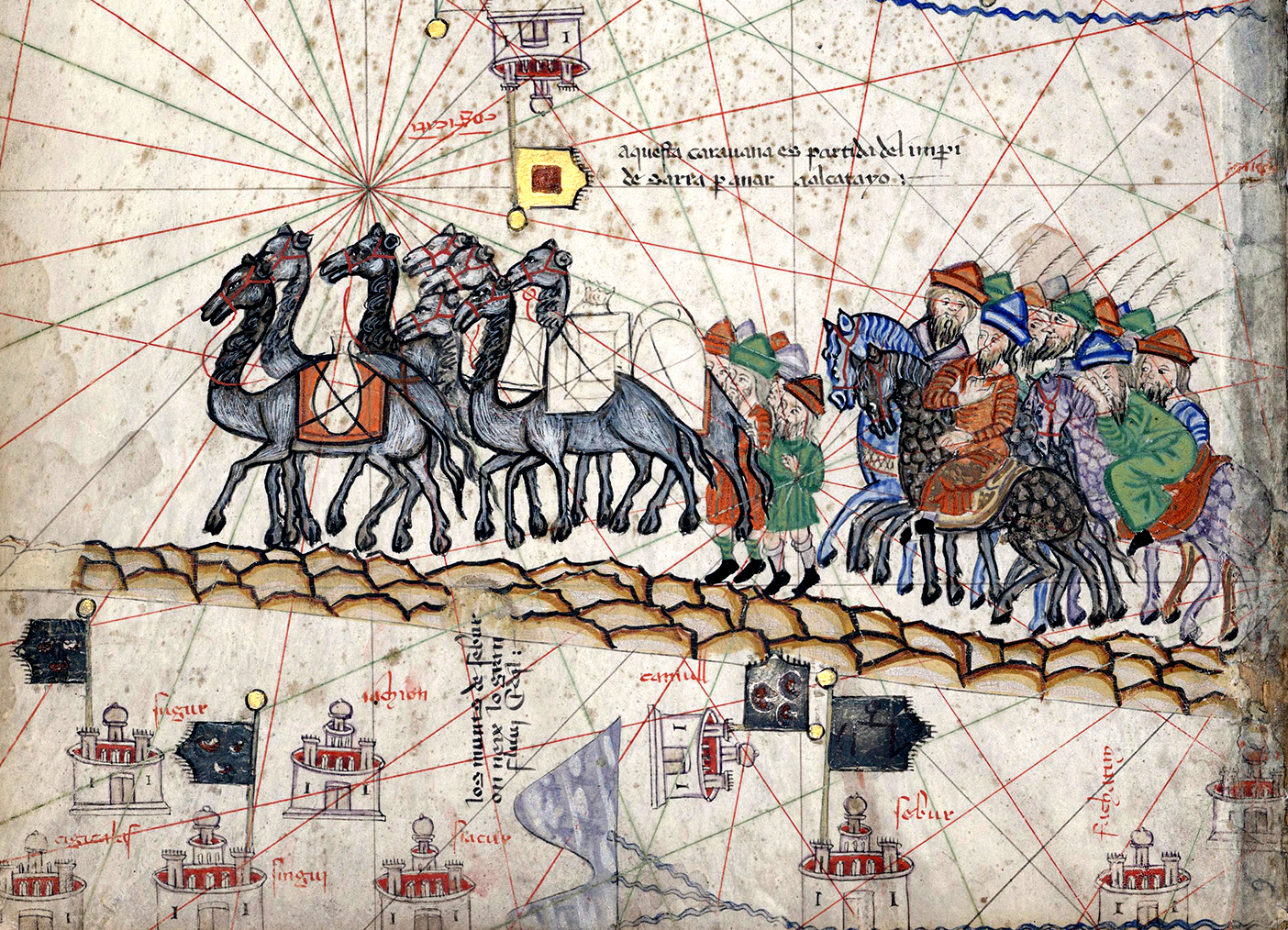
Una ampliació de l'Atles Català que mostra a Marco Polo viatjant cap a l'est durant la Pax Mongolica

La Pax Mongolica (coneguda de vegades com a Pax Tatarica) és una expressió llatina que significa 'Pau Mongòlica'. Fou encunyada per la historiografia occidental en analogia amb la Pax romana per descriure els efectes estabilitzadors que van tenir les conquestes de l'Imperi Mongol en la vida social, cultural i econòmica dels habitants del vast territori euroasiàtic que els mongols van conquerir entre els segles xiii i xiv. El terme es fa servir per descriure la millora en les comunicacions i el comerç facilitats per una administració unificada, i el període de pau relativa que va seguir a les campanyes de conquesta mongoles. Aquesta pau va finalitzar amb l'esquarterament de l'imperi mongol i les epidèmies de pesta negra que esclataren a la regió.

## Història

### Inicis

Expansió de l'Imperi Mongol.

Els orígens de la Pax Mongolica es remunten a l'inici de l'Imperi Mongol amb Genguis Kan a principis del segle xiii. En el procés de conquesta el mateix kan va revolucionar l'organització de la primitiva societat mongòlica. Després de cada nova victòria, més i més persones es van anar incorporant a l'imperi governat pels mongols, diversificant així l'equilibri social de la tribu. Ja el 1203, Genghis Khan, en un esforç per enfortir el seu exèrcit, va ordenar una reforma que va reorganitzar l'estructura del seu exèrcit i va trencar les tradicionals divisions de clan i tribu en les quals s'havia basat prèviament la societat i militar. Va reorganitzar al seu exèrcit en arban (grups interètnics de deu persones), i els membres d'una arban van ser ordenats a ser lleials entre si, independentment del seu origen ètnic. Deu "arbans" formaven un "zuun" o companyia, deu "zuuns" formaven un "myangan" o batalló i deu "myangans" formaven un "tumen" o exèrcit de deu mil persones.
Aquest senzill sistema d'organització decimal va demostrar ser molt efectiu en conquerir per la força o persuasió moltes tribus de l'estepa asiàtica, però també enfortí la societat mongòlica com un tot. El 1206 l'expansió militar de Genguis Kan havia aconseguit unificar les diferents tribus de Mongòlia i aquell mateix any fou elegit líder de l'Imperi Mongol per aclamació.
La nova nació mongola es va expandir ràpidament annexant cada cop més territoris. Les primeres conquestes mongoles foren campanyes contra l'Imperi tangut de la Xina occidental, que finalment van conquerir el 1209. Entre 1213 i 1214 els mongols van conquerir també la Dinastia Jin, i l'any 1214 ja posseïen la major part de les terres al nord del Riu Groc. El 1221 els generals mongols Jebe i Subotai van començar la seva expedició al voltant de la mar Càspia i cap al Rus (actuals Rússia i Ucraïna). Genghis Khan va derrotar el turc Jalal ad-Din Mingburnu a la batalla de l'Indus i la guerra amb la Dinastia Anuixtigínida va acabar aquell mateix any. El 1235 els mongols van envair Corea. Dos anys després, el 1237 Batu Khan i Subodei van començar la seva conquesta del Rus, van conquistar Polònia i Hongria el 1241. En 1252 els mongols van començar la seva invasió del Sud de la Xina, que acabaria amb la captura de la ciutat de Hangzhou el 1276. En 1258 Hülegü va capturar Bagdad posant final a l'edat d'or de l'islam.
Cada nova victòria va donar als mongols la possibilitat d'incorporar noves gents, especialment enginyers estrangers i treballadors qualificats, en la seva societat. Amb cada nova conquesta també van adquirir noves rutes comercials i la possibilitat de controlar els impostos i tributs. Per tant, a través de l'expansió territorial, la nació mongola no només va esdevenir un imperi, sinó que també va esdevenir una societat tecnològica i econòmicament més avançada. La influència cultural es va irradiar cap a l'exterior des de Bagdad, però amb la conquesta de Bagdad en 1258 i la destrucció del califat abbàssida, la influència àrab va disminuir, en 'Iran i l'Àsia central, que es van beneficiar de l'augment de l'accés intercultural a l'Àsia oriental sota el Pax Mongolica, van florir i es van desenvolupar de manera més distintiva a partir de la influència àrab sota la dinastia timúrida.

### Decadència
El declivi del període de Pax Mongolica fou resultat de diversos factors; líders incompetents i en rivalitat, corrupció, revoltes, decadència, lluites entre les diferents faccions, assassinats, atacs externs i epidèmies. La decadència d'aquest període comportà majors dificultats en el comerç entre orient i occident.

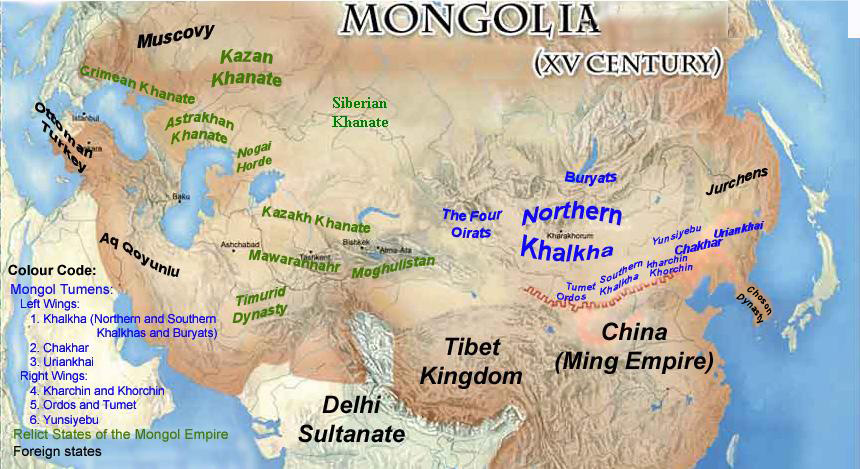
Dominis mongols el segle XV

L'Imperi Mongol, en l'època de la seva decadència, estava format per molts territoris diferents l'un de l'altre. Cada territori es definia com un kanat. A causa de l'aïllament dels diferents dominis mongols, molts governants del segle xiv van començar a centrar-se en els seus propis kanats.

#### Intolerància religiosa
La intolerància religiosa va ser un factor particular que va marcar la decadència de la Pax Mongolica. Al Rus, els mongols (coneguts com l'Horda d'Or), van perdre gradualment el poder i el territori, a causa de la intolerància orientada específicament cap a les diferents religions. Els mongols de la Rus es van convertir a l'islam i es va unir als mamelucs egipcis per raons polítiques. En un moment de la guerra, l'Horda d'Or, fins i tot va lluitar contra els mongols perses. No obstant això, la part oriental de l'Horda d'Or, l'Horda Blanca, tenia relacions d'amistat amb l'Il-kanat i el Kagan. La descentralització es va produir perquè les comunicacions eren molt difícils a causa del col·lapse del sistema comercial i la rivalitat entre els prínceps mongols. Finalment, el líder mongol persa Mahmud Ghazan també es va convertir a l'Islam en 1295. Això va contribuir al creixement del poder de Nawruz, un general musulmà Oirat. Sota les armes de Nawruz, van ser destruïts temples i estàtues budistes i la minoria mongol es va veure obligada a convertir-se a l'Islam. Dins d'aquesta intolerància molts jueus i els cristians van ser assetjats i obligats a usar roba especial amb la qual les turbes musulmanes mongols podien assaltar-los més fàcilment. Els disturbis religiosos entraren en una escalada de tensions i molts no musulmans va ser torturats i assassinats. Les lluites religioses van continuar a Pèrsia fins al seu col·lapse el 1335.
A la Xina, els descendents de Khublai Khan es queixaven que els mongols estaven debilitant el seu poder tornant-se "massa xinesos". Això va portar als emperadors Yuan a separar-se dels seus súbdits amb la finalitat de subratllar la seva identitat mongol i rebutjar la cultura xinesa. Malgrat que en el seu temps Kublai Khan va promoure la cultura xinesa i la importància de practicar-la, els diferents emperadors Yuan van prohibir-ho. A mesura que la cultura xinesa canviava, la intolerància es feia més comuna. S'estengueren rumors com que els mongols assassinaven els nens xinesos i realitzaven rituals sexuals amb ells. Això va portar a molts xinesos a tornar-se xenòfobs cap als mongols. Aquesta xenofòbia va dur als governants xinesos en última instància a expulsar els mongols de la Xina i a aïllar el país del sistema de comerç mundial.

## Característiques
La Pax Mongolica es va caracteritzar per la unió entre Àsia i Europa i un seguit de beneficis per als territoris afectats. En primer lloc, la seguretat de les rutes de comerç va incrementar els intercanvis entre els pobles sotmesos al poder mongol, especialment a través de la Ruta de la Seda. D'Orient s'obtenien espècies com el gingebre, el pebre, la canyella o la nou moscada (la majoria d'elles provinents de les illes Moluques). Igualment els mercaders proveïen els europeus de seda i pólvora de la Xina, diversos teixits indis, com la mussolina o el cotó, així com articles de pell i catifes de l'Iran o pedres precioses. En l'altra direcció, els centres occidentals exportaven plata, vestits, lli i cavalls de raça, així com diverses manufactures. Aquests intercanvis van enriquir de forma considerable els països involucrats. Les rutes transcontinentals terrestres es van complementar amb una ruta marítima de la seda, que va millorar les tècniques navals i es va expandir des de les costes de la Xina fins a l'Àfrica oriental, passant pel Mar d'Aràbia, el Golf Pèrsic i el Mar Roig
Aquestes rutes comercials van ser aprofitades per viatgers com Marco Polo, qui va donar a conèixer les civilitzacions sinítiques als seus compatriotes, o pels missioners catòlics, els quals van fundar assentaments i van traduir les Escriptures a les llengües asiàtiques, com el Nou Testament de Giovanni da Montecorvino, traduït al mongol. Altres exemples són la missió de Giovanni da Pian del Carpine o de Guillaume de Rubrouck, enviats específicament pels seus monarques per evangelitzar els mongols.
Una segona característica de la Pax Mongolica va ser la centralització administrativa. Els mongols ocupaven un lloc estratègic entre dos continents, que van aprofitar per controlar els seus dominis als dos cantons amb ajuda d'un exèrcit àgil (basat en la cavalleria) i uns estàndards impositius, de pesos i mesures i una xarxa de carreteres que permetia una còmida circulació. En determinats trams fins i tot es van plantar arbres als costats del camí per disminuir la calor diürna dels viatgers. Aquests camins van crear-se travessant les ciutats principals i amb la destrucció o aïllament de les poblacions menys rellevants o que podien suposar un obstacle, fet que va animar la reputació sanguinària dels mongols en determinats corrents historiogràfics posteriors.
Es va crear un codi de lleis, la Yasa o "Gran Llei", que imposava severs càstigs a qui perturbés la circulació de mercaderies per les zones autoritzades, especialment als lladres o saquejadors. La Yasa assegurava la llibertat religiosa per tal que la diferència de creença entre els diferents territoris no fos un obstacle per a l'intercanvi, així com el respecte als codis locals que no afectessin els pilars del nou sistema. Una jerarquia de funcionaris vetllava pel compliment de la Yasa, on un cap del govern central controlava els delegats provincials (deu divisions territorials) i locals. Les comunicacions entre ells eren força eficaces gràcies a un sistema postal, el Yam ideat per Ogodei, que comptava amb cases de descans i cavalls de refresc per als missatgers ubicats a intervals fixos.

## Llegat
Els nous productes importats d'Orient van propiciar canvis en la dieta europea, amb una major presència de les espècies, i un enriquiment de les ciutats properes a les rutes comercials, moltes de les quals van doblar la seva població. Aquestes urbs van modernitzar el seu sistema financer, ja que els llargs viatges requerien instruments nous com assegurances o més presència de bitllets, pagarés i xecs com a mitjans de pagament, que eren més fàcils de transportar que les monedes.
Els intercanvis no van limitar-se als béns físics, sinó que les rutes comercials van servir perquè circulessin les idees i així part de la ciència islàmica va arribar a Europa amb les caravanes, sota la forma de traduccions, tractats originals o erudits viatgers. La feudalització propiciada pel respecte a les tradicions locals i a un sistema d'administradors piramidals va ajudar que cada zona pogués acollir lliurement els avenços que millor compaginessin amb el seu tarannà.